# قرية تشاتيغواي (نيويورك)
قرية تشاتيغواي (بالإنجليزية: Chateaugay (village), New York)‏ هي منطقة سكنية تقع في الولايات المتحدة في مقاطعة فرانكلن، نيويورك. يقدر عدد سكانها بـ 833 نسمة ومساحتها 2.8 كم2 وترتفع عن سطح البحر 288 متر.

## التركيبة السكانية
حدّد مكتب تعداد الولايات المتحدة بيانات التركيبة السكانية لقرية تشاتيغواي في تعداد الولايات المتحدة. في ما يلي، التركيبة السكانية حسب تعدادي 2000 و2010.

### تعداد عام 2000
بلغ عدد سكان قرية تشاتيغواي 798 نسمة بحسب تعداد عام 2000، وبلغ عدد الأسر 338 أسرة وعدد العائلات 210 عائلة مقيمة في القرية. في حين سجلت الكثافة السكانية 284 نسمة لكل كيلومتر مربع (735.6/ميل2). وبلغ عدد الوحدات السكنية 390 وحدة بمتوسط كثافة قدره 138.8 لكل كيلومتر مربع (359.5/ميل2).
وتوزع التركيب العرقي للقرية بنسبة 98.25% من البيض و0.50% من الأمريكيين الأفارقة و0.63% من الأمريكيين الأصليين و0.38% من الأعراق الأخرى و0.25% من عرقين مختلطين أو أكثر و0.50% من الهسبانيون أو اللاتينيون من أي عرق.
بلغ عدد الأسر 338 أسرة كانت نسبة 30.2% منها لديها أطفال تحت سن الثامنة عشر تعيش معهم، وبلغت نسبة الأزواج القاطنين مع بعضهم البعض 44.7% من أصل المجموع الكلي للأسر، ونسبة 12.4% من الأسر كان لديها معيلات من الإناث دون وجود شريك، بينما كانت نسبة 5% من الأسر لديها معيلون من الذكور دون وجود شريكة وكانت نسبة 37.9% من غير العائلات. تألفت نسبة 32.5% من أصل جميع الأسر من عدة أفراد يعيشون في نفس المنزل ونسبة 14.8% كانت تتألف من شخص يعيش بمفرده يبلغ من العمر 65 عاماً أو أكثر. وبلغ متوسط حجم الأسرة المعيشية 2.33، أما متوسط حجم العائلات فبلغ 2.90.
بلغ العمر الوسطي للسكان 39.3 عاماً. وكانت نسبة 23.6% من القاطنين تحت سن الثامنة عشر، وكانت نسبة 8.6% بين الثامنة عشر والرابعة والعشرين عاماً، ونسبة 27.1% كانت واقعةً في الفئة العمرية ما بين الخامسة والعشرين والرابعة والأربعين عاماً، ونسبة 22.9% كانت ما بين الخامسة والأربعين والرابعة والستين، ونسبة 16.3% كانت ضمن فئة الخامسة والستين عاماً فما فوق. يوجد لكل 100 أنثى 89.4 ذكر، ويوجد لكل 100 أنثى في الثامنة عشر من عمرها فما فوق 84.6 ذكر.
بلغ متوسط دخل الأسرة في القرية 34,000 دولارًا، أما متوسط دخل العائلة فبلغ 35,750 دولارًا. وكان متوسط دخل الذكور 33,333 دولارًا مقابل 25,096 دولارًا للإناث. وسجل دخل الفرد الخاص بالقرية 16,436 دولارًا. وكانت نسبة 13.5% من العائلات ونسبة 16.3% من السكان تحت خط الفقر، وكان من هؤلاء نسبة 24.3% تحت سن الثامنة عشر ونسبة 16.9% في الخامسة والستين من العمر وما فوق.

### تعداد عام 2010
بلغ عدد سكان قرية تشاتيغواي 833 نسمة بحسب تعداد عام 2010، وبلغ عدد الأسر 354 أسرة وعدد العائلات 219 عائلة مقيمة في القرية. في حين سجلت الكثافة السكانية 296.4 نسمة لكل كيلومتر مربع (767.7/ميل2). وبلغ عدد الوحدات السكنية 419 وحدة بمتوسط كثافة قدره 149.1 لكل كيلومتر مربع (386.2/ميل2).
وتوزع التركيب العرقي للقرية بنسبة 98.32% من البيض و0.24% من الأمريكيين الأفارقة و0.24% من الأمريكيين الأصليين و0.12% من الأمريكيين ذوي الأصول الآسيوية و0.72% من سكان جزر المحيط الهادئ و0.36% من عرقين مختلطين أو أكثر و0.72% من الهسبانيون أو اللاتينيون من أي عرق.
بلغ عدد الأسر 354 أسرة كانت نسبة 31.9% منها لديها أطفال تحت سن الثامنة عشر تعيش معهم، وبلغت نسبة الأزواج القاطنين مع بعضهم البعض 40.1% من أصل المجموع الكلي للأسر، ونسبة 16.1% من الأسر كان لديها معيلات من الإناث دون وجود شريك، بينما كانت نسبة 5.6% من الأسر لديها معيلون من الذكور دون وجود شريكة وكانت نسبة 38.1% من غير العائلات. تألفت نسبة 31.1% من أصل جميع الأسر من عدة أفراد يعيشون في نفس المنزل ونسبة 18.4% كانت تتألف من شخص يعيش بمفرده يبلغ من العمر 65 عاماً أو أكثر. وبلغ متوسط حجم الأسرة المعيشية 2.32، أما متوسط حجم العائلات فبلغ 2.85.
بلغ العمر الوسطي للسكان 40.9 عاماً. وكانت نسبة 23% من القاطنين تحت سن الثامنة عشر، وكانت نسبة 7.7% بين الثامنة عشر والرابعة والعشرين عاماً، ونسبة 23.8% كانت واقعةً في الفئة العمرية ما بين الخامسة والعشرين والرابعة والأربعين عاماً، ونسبة 28% كانت ما بين الخامسة والأربعين والرابعة والستين، ونسبة 17.5% كانت ضمن فئة الخامسة والستين عاماً فما فوق. وتوزع التركيب الجنسي للسكان بنسبة 46.6% ذكور و53.4% إناث.